# 荒木健太郎
荒木 健太郎（あらき けんたろう、1984年11月30日 - ）は、日本の気象学者。雲研究者。専門は雲科学・気象学。現在、気象庁気象研究所主任研究官、三重大学大学院生物資源学研究科協力研究員、防災科学技術研究所客員研究員。

## 来歴
茨城県出身。茨城県立竹園高等学校卒業。慶應義塾大学経済学部中退。気象庁気象大学校卒業。三重大学大学院生物資源学研究科で博士（学術）の学位を取得。地方気象台で予報・観測業務に従事した後、現職に至る。
専門は雲科学・気象学。防災・減災のために、豪雨・豪雪・竜巻などによる気象災害をもたらす雲の仕組み、雲の物理学の研究に取り組んでいる。
『情熱大陸』『ドラえもん』『おはスタ』など出演多数。著書に『すごすぎる天気の図鑑』シリーズ、『読み終えた瞬間、空が美しく見える気象のはなし』、『空となかよくなる天気の写真えほん』シリーズ、『世界でいちばん素敵な雲の教室』、『雲を愛する技術』、『雲の中では何が起こっているのか』など、監修に映画『天気の子』（新海誠監督）などがある。

### 経歴
2003年4月 - 2004年3月   慶應義塾大学経済学部(中退)
2004年4月 - 2008年3月   気象庁 気象大学校
2008年4月 - 2010年3月   新潟地方気象台
2010年4月 - 2012年3月   銚子地方気象台
2012年4月 - 2013年5月   気象庁 気象研究所 物理気象研究部 第一研究室  研究官
2013年5月 - 2015年3月   気象庁気象研究所 予報研究部 第四研究室  研究官
2015年4月 - 2019年3月   気象庁気象研究所 予報研究部 第三研究室  研究官
2019年4月 - 2022年10月   気象庁気象研究所 台風・災害気象研究部 第二研究室  研究官
2022年10月 - 現在   気象庁気象研究所 台風・災害気象研究部 第二研究室  主任研究官
2019年9月 - 現在   国立研究開発法人 防災科学技術研究所  客員研究員
2019年4月 - 現在   三重大学 大学院 生物資源学研究科  協力研究員

### 人物・エピソード
- 気象庁気象研究所研究官として災害をもたらす雲の仕組みについての研究を行う一方、雲研究者として一般向けの気象学や雲についての書籍を多く執筆・監修し、講演活動などを通して市民の防災リテラシーの向上に取り組んでいる[3][4]。2019年7月に公開された映画「天気の子」（新海誠監督）の気象監修を務め、本人役で声の出演もした。SNSでは、日々、空や雲の写真をアップしているほか、気象現象のしくみについて解説したり、気象情報の発信も行っている。
- 雲の微物理過程の研究[5]、大気・雲の放射観測研究[6]、積乱雲による豪雨[7]、南岸低気圧による首都圏の豪雪[8] などの実態解明や予測のための研究に取り組んでいる。特に南岸低気圧による首都圏の豪雪の研究では、市民から降雪時にスマートフォンで雪の結晶の画像を募集するという市民参加型の研究（シチズンサイエンス）「#関東雪結晶 プロジェクト[9]」を実施しており、Twitterを通じたデータ提供を呼びかけたことで話題となった[10]。
- 荒木は2019年夏に公開された映画「天気の子」（新海誠監督）で気象監修を担当し、本人役で声の出演もした。新海監督が荒木の著書「雲の中では何が起こっているのか」を読んで監修の依頼をしたという[11]。荒木は新海監督と最初に会った時、「コリオリ力」や「スーパーセル」といった専門的な気象用語がたくさん出てきて驚いたというが、新海監督は荒木の著書で多くのことを学んだと語っている[12]。
- ニックネームは「アラケン」「アラケンさん」、好きな雲は積乱雲。
- 気象キャスターである斉田季実治と交流があり、荒木は斉田氏のことをS先輩と呼んでいるが[13]、先輩後輩の仲なのではなく歳の違いとのこと[14]。

## 主な著作物

### 著書
- 『空のふしぎがすべてわかる! すごすぎる天気の図鑑』KADOKAWA、ISBN 978-4046051516、2021年4月
- 『もっとすごすぎる天気の図鑑 空のふしぎがすべてわかる！』KADOKAWA、ISBN 978-4046060167、2022年3月
- 『すごすぎる天気の図鑑 雲の超図鑑』KADOKAWA、ISBN 978-4046060167、2023年3月
- 『空のひみつがぜんぶわかる! 最高にすごすぎる天気の図鑑』KADOKAWA、ISBN 978-4046066312、2024年4月
- 『すごすぎる天気の図鑑 防災の超図鑑』KADOKAWA、ISBN 978-4046073457、2025年4月
- 『読み終えた瞬間、空が美しく見える気象のはなし』ダイヤモンド社、ISBN 978-4478108833、2023年9月
- 『雲の中では何が起こっているのか』ベレ出版、ISBN 978-4860643973、2014年6月
- 『雲を愛する技術』光文社、ISBN 978-4334043292、2017年12月
- 『世界でいちばん素敵な雲の教室』三才ブックス、ISBN 978-4866730332、2018年4月

### 編著書
- 『南岸低気圧による大雪 Ⅰ：概観』気象研究ノート、日本気象学会、ISBN 978-4904129227、2019年12月
- 『南岸低気圧による大雪 Ⅱ：マルチスケールの要因』気象研究ノート、日本気象学会、ISBN 978-4904129234、2019年12月
- 『南岸低気圧による大雪 Ⅲ：雪氷災害と予測可能性』気象研究ノート、日本気象学会、ISBN 978-4904129241、2019年12月

### 監修
- 映画『天気の子』（新海誠監督）気象監修 2019年7月
- 『天気の学校』ニュートン科学の学校シリーズ、ニュートンプレス、ISBN 978-4315526950、2023年4月
- 『天気と気象』Newton別冊、ニュートンプレス、ISBN 978-4315526820、2023年3月
- 『雲と雨の大研究』PHP研究所、ISBN 978-4569880020、2021年7月
- 『Newton大図鑑シリーズ 天気と気象大図鑑』Newton、ISBN 978-4315524024、2021年6月
- 『ゼロからわかる天気と気象』Newton、ISBN 978-4416212929、2021年3月
- 『ニュートン式 超図解 最強に面白い!! 天気』ニュートンプレス、ISBN 978-4315522174、2020年2月
- 『きょう出会う空』眞家泉、ジャムハウス、ISBN 978-4906768721、2019年9月
- 『天気と気象の教科書』Newton別冊、ニュートンプレス、ISBN 978-4315521504、2019年3月
- 『気象のきほん』Newtonライト、ニュートンプレス、ISBN 978-4315520897、2018年11月